# Energie-Forschungszentrum Niedersachsen

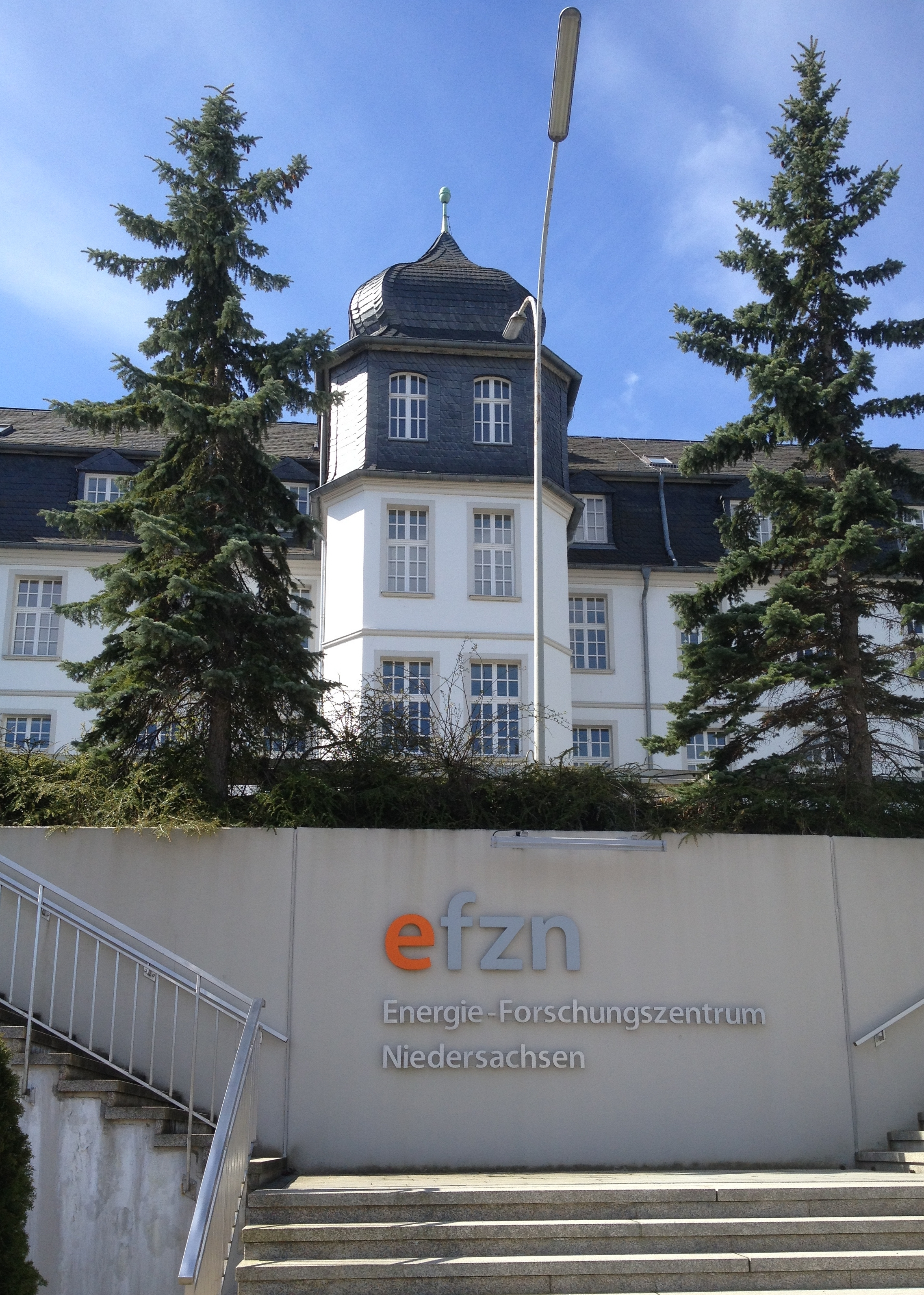
Aufgang zum Forschungszentrum Energiespeichertechnologien in der ehemaligen Rammelsberg-Kaserne

Das Energie-Forschungszentrum Niedersachsen (EFZN) ist ein gemeinsames wissenschaftliches Zentrum der TU Braunschweig, der TU Clausthal, der Universität Göttingen, der Universität Hannover und der Universität Oldenburg.

## Profil
Als energiewissenschaftliche Vernetzungsplattform koordiniert das EFZN die Kompetenzen der einzelnen Universitäten aus den Natur- und Ingenieurwissenschaften sowie Rechts-, Sozial- und Wirtschaftswissenschaften. Es organisiert Veranstaltungen zur Unterstützung der Transformation des Energiesystems, in denen Akteure aus Wissenschaft, Wirtschaft, Politik und Zivilgesellschaft sich austauschen.
An den Universitäten erfolgt die Forschung unter jeweils eigenen Schwerpunkten in inneruniversitären Forschungsverbünden. Die Geschäftsstelle des EFZN befindet sich im Gebäude des Forschungszentrums Energiespeichertechnologien (EST) der TU Clausthal auf dem EnergieCampus Goslar in der ehemaligen Rammelsberg-Kaserne. 

## Geschichte
Das EFZN wurde 2008 an der TU Clausthal gegründet. Bis 2015 bearbeitete es zusammen mit in der Energieforschung aktiven Instituten an der TU Braunschweig, der Uni Hannover, der Uni Göttingen und der Uni Oldenburg transdisziplinäre Projekte mit fachübergreifendem Know-how-Bedarf für öffentliche und privatwirtschaftliche Auftraggeber. Im Zuge seiner organisatorischen Neuordnung übernahm das EFZN im Jahr 2016 die Rolle einer gemeinschaftlichen Einrichtung der fünf oben genannten niedersächsischen Universitäten, die ihre diesbezügliche Forschung aber nach wie vor dezentral an den jeweiligen Standorten betreiben. Dem EFZN kommt dabei vor allem die strategische Ausrichtung und Bündelung der Forschungsaktivitäten mit einer gemeinsamen Außendarstellung zu.
Dem transdisziplinären Forschungsansatz folgend, bearbeiten Natur-, Ingenieur- und Gesellschaftswissenschaftler der TU Clausthal auf dem EnergieCampus Goslar im Forschungszentrum Energiespeichertechnologien (EST) in gemeinsamen Forschungsprojekten übergeordnete Fragestellungen, die von einer Einzeldisziplin nicht sachgerecht beantwortet werden können.
Zusätzlich befindet sich auf dem EnergieCampus Goslar mit der Abteilung Faseroptische Sensorsysteme eine Außenstelle des Fraunhofer-Institut für Nachrichtentechnik, Heinrich-Hertz-Institut, HHI seit 2009 als weitere Kooperation der TU Clausthal an diesem Standort.

## Ausgewählte Forschungsprojekte bis 2016 (als Forschungszentrum der TU Clausthal)
- Nachnutzung stillgelegter Bergwerke zur Nutzung als untertägige Pumpspeicher (2009–2010)[4][5]
- Niedersächsischer Forschungsverbund Geothermie und Hochleistungsbohrtechnik (2009–2014)[6]
- Eignung von Speichertechnologien zum Erhalt der Systemsicherheit (2012–2013)[7]
- Energieszenarien für Niedersachsen (2015–2016, gemeinsam mit CUTEC Clausthaler Umwelttechnik-Institut)[8]

## Veranstaltungen
Das EFZN organisiert jährlich mehrere transdisziplinär ausgerichteten Fachveranstaltungen:
- Göttinger Energietage (seit 2009, in Kooperation mit der Bundesnetzagentur)
- Niedersächsische Energietage (seit 2009)
- Dialogplattform Power-to-Heat (seit 2015)